# Clara Aguilera
Clara Eugenia Aguilera García, née le 3 janvier 1964 à Grenade, est une femme politique espagnole, membre du Parti socialiste ouvrier espagnol (PSOE). Elle est députée européenne, siégeant à l'Alliance progressiste des socialistes et démocrates au Parlement européen de 2014 à 2024.

## Biographie
Au Parlement européen, elle fait partie de la Commission de l'agriculture et du développement rural, de la Commission de la pêche, de la délégation à la commission parlementaire mixte UE-Mexique et de la délégation à l'Assemblée parlementaire euro-latino-américaine.